# 副蛭属
副蛭属（学名：Parabdella）为动物界環節動物門环带纲吻蛭目舌蛭科的一属动物。

## 下属物种
- 四目副蛭 Parabdella quadrioculata (Moore, 1930)，副蛭属的一個下屬物種